# McCurd
McCurd was een vrachtwagenmerk uit Engeland.
Het merk McCurd werd opgericht in 1912 door technicus W.A Curd. Het bedrijf vestigde zich in de stad Hayes. In 1913 bracht het merk zijn eerste vrachtwagen uit. Tijdens de Eerste Wereldoorlog stopte de productie, maar die werd in 1921 hervat. In 1925 verhuisde het bedrijf naar Slough waar het nog 1 type vrachtwagen ontwierp voordat het in 1927 ophield te bestaan.

## Modellen
- 1912 - Een bakwagen met 2 ton laadvermogen.
- 1913 - Een bakwagen met 3 ton laadvermogen.
- 1914 - Een bakwagen met 5 ton laadvermogen.
- 1925 - Een bakwagen met 2,5 ton laadvermogen.